# العاذري (الجميمة)

تعديل مصدري - تعديل

العاذري هي إحدى قرى عزلة جفنة بمديرية الجميمة التابعة لمحافظة حجة، بلغ تعداد سكانها 345 نسمة حسب تعداد اليمن لعام 2004.